# Greg K
Gregory David Kriesel (Glendale, California; 20 de enero de 1965), más conocido por el nombre «Greg K.», fue el bajista y vocalista de apoyo para el grupo de punk The Offspring.
Kriesel es uno de los miembros fundadores de la banda junto con el cantante y guitarrista Dexter Holland.
Tocaba un bajo Ibanez ATK300 custom y está utilizando un Ibanez RD, y sus hobbies incluyen el golf, y BASE jumping. En los primeros días de The Offspring, hasta alrededor de 1994, desempeñó un Fender Precision Bass, como se ve en los vídeos de «Come Out and Play» y «Self-Steem». También fue en la pista y de campo del equipo en la escuela secundaria, junto con compañeros de banda, y estuvo también en el Club de Matemáticas.
El 28 de mayo de 2008, Kriesel anunció el sitio web de The Offspring que él estaba tomando una pausa de viajar a causa de un «asunto de familia previsto», pero volvería a mediados de junio. El bajista de Face to Face Scott Shiflett lo reemplazó en esos espectáculos. El «asunto de familia programada» es un nuevo bebé, Greg K se convirtió en padre por cuarta vez.
En agosto de 2019, Kriesel presentó una demanda contra sus compañeros de banda de Holland y Noodles, luego de una supuesta decisión de los dos en noviembre de 2018 de despedir a Kriesel de Offspring y excluirlo de actividades relacionadas con la banda, como grabaciones de estudio y presentaciones en vivo. Los abogados también alegaron que los dos conspiraron para «aprovechar el negocio, las oportunidades comerciales y los activos» de la participación de Kriesel en la banda sin compensación. Como resultado de su ausencia de la gira, Tony Kanal de No Doubt y Todd lo completaron.
A día de hoy el litigio judicial sigue en proceso.

Actualmente Kriesel vive en Cypress, California.

## Equipo musical
- Fender Precision Bass
- Ibanez Custom ATK400
- Ibanez Custom RD500
- DR 105 Medium Strings
- Sony Wireless System
- Furman PL-8 Power Converter
- Sabine RT-1601 Rack Tuner
- Whirlwind Line Selector
- Gallien-Krueger 2000 RB Bass Head
- Mesa Boogie 2x15 Cabinet
- Mesa Boogie 4x10 Cabinet

- Datos: Q2465689
- Multimedia: Greg Kriesel / Q2465689